# Struth (Francja)
Struth – miejscowość i gmina we Francji, w regionie Grand Est, w departamencie Dolny Ren.
Według danych na rok 1990 gminę zamieszkiwały 204 osoby, a gęstość zaludnienia wynosiła 50 osób/km² (wśród 903 gmin Alzacji Struth plasuje się na 658. miejscu pod względem liczby ludności, natomiast pod względem powierzchni na miejscu 553.).